# هادي المدرسي
هادي المُدرسي عالم دين شيعي عراقي، ولد سنة 1367 هـ/1947م.

## نشأته
ولد هادي المدرسي في 1367 هـ/1947م، ونشأ في مدينة كربلاء.
ينحدر من عائلتين اشتهرتا بالعلم، فمن حيث الاب؛ والده محمد كاظم المدرسي الذي كان من العلماء في الثورة العلمية بمدينة مشهد ومدينة كربلاء العراقيّة حيث كان من تلامذة الميرز ال مهدي الغروي الإصفهاني وكان مدرّساً في المعارف الحقة المستنبطة من القرآن العظيم باحاديث أهل البيت استلهاماً من الحجة بن الحسن العسكري. فكان جده الأعلى محمد باقر المدرسي من مراجع الدين، كما أن أخاه الأكبر محمد تقي المدرسي هو أحد المراجع في وقتنا الحاضر أيضًا. وله ستة إخوة. ومن ناحية الأم، فهي تنتمي إلى عائلة الإمام الشيرازي؛ العائلة المعروفة بالمرجعية الدينية في العالم الإسلامي. فجدها مهدي الشيرازي، وخالها محمد الشيرازي وكذلك صادق الشيرازي. كما أن هناك خاله الآخر حسن الشيرازي هو العالم الأديب الذي وقف في وجه النظام السابق بالعراق حتى اعتقل ثم عذّب فأوذي، وأخيرًا اغتاله أتباع نظام صدّام، في بيروت. وكان السيد حسن الشيرازي أثرًا بالغًا في شخصية السيد هادي المدرسي لملازمته إياه وقربهما من حيث العلاقة والعمل والأهداف.
فمنذ نعومة أظفاره ترعرع في أجواء الحوزة العلمية بمدينة كربلاء، حيث بدا دراسته العلمية وعمره آنذاك ثلاثة عشر عامًا، واكمل دروس المراحل المتقدمة في الحوزة والمعروفة باقصى مرحلة دراسة في الحوزات العلمية- عند علماء مدينة كربلاء وهو لم يتجاوز الخامسة والعشرين من عمره.
ويذكر إنه تخطى مراحل دراسته بنجاح باهر، وبتفوق مشهود، مما جذب أنظار الأساتذة إليه. ولما كان السيد المدرسي متفوقًا في مقامه العلمي، ومتميزًا في نشاطاته الدينية والثقافية والاجتماعية، تبعًا لذلك حظي بتأييد كبار العلماء من مراجع التقليد، وقد كتبوا له وكالاتهم الشرعية في خصوص اجازة الرواية والتصرف بالحقوق الشرعية. وفي مقدمة هؤلاء العلماء كل من؛ محمد الشيرازي، والإمام الخميني، المرعشي النجفي، عبد الأعلى السبزواري. ونظرًا إلى نشاطه المكثف وثقة العلماء به، ورغبة في أن يكون ممثلًا عنهم، بادروا بإرسال وكالاتهم له من دون طلب السيد هادي المدرسي، كالإمام الخميني.

## جانب من عطائه الفكري والعلمي
يعتبر السيد هادي المدرسي من الشخصيات البارزة في الساحة الشيعية، وهو أحد العلماء الشيعة والذي أخذ على عاتقه الرسالة الشيعية، مفكراً وخطيباً ومحدثاً ومؤلفاً وعالماً . فقد بدأ كتاباته في سن مبكرة، وأعطى في مراحل حياته من الفكر الإسلامي الأصيل ما يناسب المرحلة التي كان يعيشها المسلمون آنذاك.. فبينما كان الإلحاد يحاول سرقة أبناء الأمة الإسلامية، نقض أفكار الملحدين بكتاباته، وبيّن قدرة الإسلام على حل مشكلات العالم. وعندها نمت احالته لدى المسلمين، ركز على إعطاء الأمل بانتصار الإسلام وكونه كبديل له. وعندما ترسّخت القناعة لدى أبناء الأمة بالإسلام، شرع في طرح الرؤى التفصيلية للإسلام حول مختلف القضايا، حيث ناهزت مؤلفاتة المائتي كتاب وكراسة وكان طوال هذه المدة يبذل كل الجهد لإصلاح المجتمع الإسلامي وفك قيود الظلم والجرد التي كانت ولا زالت تشد على رقاب الأمة.

## دراسته
حين درس كتب المقدّمات والسطوح الوسطى والعليا ككتاب الكفاية والرسائل، عندما كان لايزال في بداية العشرينات من عمره. وقد تخرج على يديه علماء بارزون وخطباء ومؤلفون وشعراء.
وفي خضم انشغاله بالدراسة، كانت له نشاطات ثقافية وسياسية واجتماعية. فكان يكتب في الصحافة المحلية لمدينة كربلاء، كما كان يشارك في احتفالاتها الدينية.
وحينما انتشر المد الشيوعي في العراق، برز لمواجهة هذا الخطر، وبعد ذلك جاهد مد الحكم البعثي في العراق، خصوصاً بعد أن اعتقلت السلطة الحاكمة عدد من علماء الدين الكبار كالسيد مهدي الحكيم والسيد حسن الشيرازي.
وحينما احدق به الخطر، هاجر إلى لبنان، ومن ثم إلى الكويت. وبعد ذلك هاجر إلى البحرين ليمارس مسؤولياته في إدارة شؤون الشيعة.

### من أبرز أساتذته
نتيجة لنشاطاته الفاعلة في البحرين، أبعد إلى إيران بعد قيام الثورة الإسلامية فيها. وبهذا بدأ انطلاقة جديدة، ملؤها النشاط والفاعلية. ومن اساتذته:
1. الشيخ حسن الأعلمي -المقدّمات كـ(التبصرة) و(جامع المقدمات) وغيرها.
2. الشيخ جعفر الرشتي -النحو والصرف والبلاغة.
3. الشيخ محمد الكلباسي -كتاب (الشرائع) في الفقه.
4. خاله  السيد حسن الشيرازي -الأدب والبلاغة.
5. الشيخ محمد الشاهرودي -كتاب (اللمعة) في الفقه.
6. الشيخ محمد حسين المازندراني -كتاب (الكفاية) في الأصول، و(المكاسب) في الفقه، و(الرسائل) في الأصول.
7. والده  السيد محمد كاظم المدرسي - المعارف والعقائد الحقة والفلسفة البشرية.
8. خاله المرجع الديني  السيد صادق الشيرازي - كتاب (المغني) في النحو، و(القوانين) في الأصول.
9. أخوه المرجع الديني  السيد محمد تقي المدرسي - بحث خارج الفقه.
10. خاله المرجع الديني  السيد محمد الشيرازي - بحث خارج الفقه والأصول.